# مایکاپشاگای
مایکاپشاگای (به زبان قزاقی: Майкапшагай، مايكاپشاگاي}} یک منطقهٔ مسکونی در قزاقستان است که در استان قزاقستان شرقی و در مرز با کشور چین واقع شده‌است.